# 烏爾茨河
烏爾茨河（羅馬化：Urts）是俄羅斯的河流，位於堪察加半島，河道全長約70公里，流域面積689平方公里，河水主要來自融雪和雨水，最終注入堪察加河，是鮭魚的產卵地。